# Gunzwil
Gunzwil is een plaats en voormalige gemeente in het kanton Luzern en telt 1.880 inwoners.

## Geschiedenis
Gunzwil behoorde tot het toenmalige district Sursee tot dit in 2007 werd opgeheven. In 2009 ging Gunzwil op in de gemeente Beromünster.

## Externe link

Gunzwil